# 現代化学 (雑誌)
『現代化学』（げんだいかがく）は、株式会社東京化学同人が出版する化学月刊誌。
判型はA4変。